# Tangipahoa
Les Tangipahoa constituent une tribu amérindienne rattachée aux tribus amérindiennes des Acolapissa, vivant autour de la vallée de la rivière Tangipahoa aux limites actuelles des États de la Louisiane et du Mississippi.

## Histoire
Au XVIIe siècle, les Tangipahoa vivaient le long de la vallée de la rivière Tangipahoa au côté de la tribu des Acolapissa, quand, en 1682, les explorateurs René-Robert Cavelier de La Salle et Henri de Tonti entreprirent une nouvelle expédition depuis les territoires septentrionaux du Canada en Nouvelle-France et descendirent le fleuve Mississippi jusqu'au bassin du Mississippi et son accès au golfe du Mexique. En 1699, Pierre LeMoyne d'Iberville débarque dans la baie de Mobile et explore la région peuplée par les tribus Tunica-Biloxi jusqu'au fleuve Mississippi en traversant la rivière aux Perles et la rivière Tangipahoa. Il fonde en 1702 le Fort Louis de la Mobile. 
Au début du XVIIIe siècle, l'arrivée de nombreux colons français en Louisiane française les oblige à migrer vers le lac Pontchartrain et la région de la future ville de La Nouvelle-Orléans. Lors de la fondation de la ville de La Nouvelle-Orléans, les Tangipahoa se déplacèrent chez les tribus voisines des Houmas et de Pointe-au-Chien au Sud-Ouest de la Nouvelle-Orléans ainsi qu'avec les tribus des Chitimachas, des Atakapas et des Biloxi. Ils sont aujourd'hui intégrés comme membres de la Nation Houmas.
Les Tangipahoa parlent une langue muskogéenne, l'une des nombreuses langues amérindiennes. Leur langage est proche de ceux des Acolapissas, des Choctaws et des Chicachas. En langue Choctaw, la dénomination Tangipahoa signifie « ceux qui cultivent les épis de maïs ».